# 올림픽 테니스장
올림픽 테니스장은 대한민국 서울특별시 송파구 올림픽공원 내에 있는 테니스 경기장이다. 1988년 하계 올림픽에서 테니스 종목의 경기장으로 사용되었다. 코리아 오픈의 개최 경기장이다.